# Хосе Луїс Куерда
Хосе Луїс Куерда Мартінес (ісп. José Luis Cuerda Martínez, 18 лютого 1947 – 4 лютого 2020) — іспанський кінорежисер, сценарист і продюсер. Народився в Альбасете, Кастилія-Ла-Манча, помер 4 лютого 2020 року у віці 72 років у Мадриді від емболії.
Куерда виграв чотири нагороди Гойя: у 1987, 1988, 2000 та 2009 роках.

## Фільмографія як режисер
- 1982 — Pares y nones
- 1983 — Всього (фільм для телебачення)
- 1985 — Мала рача (фільм для телебачення)
- 1987 — El bosque animado
- 1989 — Amanece, que no es poco
- 1991 — La viuda del capitán Estrada
- 1992 — La marrana
- 1993 — Tocando fondo
- 1995 — Así en el cielo como en la tierra
- 1999 — Butterfly's Tongue
- 2000 — Primer amor
- 2004 — ¡Hay motivo! (епізод: «Por el mar corre la liebre»)
- 2006 — Освіта фей
- 2008 — The Blind Sunflowers
- 2012 — Todo es silencio
- 2018 — Tiempo después